# LAST SONG-最後の詞-
「LAST SONG -最後の詞-」(ラスト・ソング -さいごのうた-) は、2005年2月16日に発売された日本のロック歌手、清春の2ndシングルである。

## 概要
- 初回限定盤にはPVを収録したDVDが付属。
- 通常盤のみ清春スペシャルカード封入。

## 収録曲
| 全作詞・作曲: 清春、全編曲: 清春/三代堅。 |                          |       |            |      |
| #                                         | タイトル                 | 作詞  | 作曲・編曲 | 時間 |
| 1.                                        | 「LAST SONG -最後の詩-」 | 清春  | 清春       | 4:14 |
| 2.                                        | 「BOUNCY」               | 清春  | 清春       | 4:24 |
| 3.                                        | 「SITAR」                | 清春  | 清春       | 5:13 |
| 合計時間:                                 | 合計時間:                | 13:51 |            |      |

| #  | タイトル                        | 作詞 | 作曲・編曲 |
| -- | ------------------------------- | ---- | ---------- |
| 1. | 「「LAST SONG -最後の詩-」 PV」 |      |            |